# Beach Boys-tagok listája
A Beach Boys megalakulásától kezdve rengeteg személyi változáson ment keresztül, a zenekar tagjait gyakran kisegítő zenészek helyettesítették a színpadon. Az első öt nagylemezen a Wilson-család szomszédjában élő David Marks ritmusgitározott, aki 1962-től 1963-ig helyettesítette a fogászati tanulmányokat végző Jardine-t. Jardine 1963-ban tért vissza, eleinte a koncerteken helyettesítette Briant, aki a stressz miatt már abban az évben is távol maradt néhány fellépésről. Marks 1997 és 2000 között ismét csatlakozott a zenekarhoz.
Glen Campbell néhány hónapig turnézott a Beach Boys-szal 1965-ben, basszusgitáron játszott a koncertezésől végleg elzárkózó Brian helyett. Campbell-t végül Bruce Johnston váltotta fel, aki 1971-ig volt az együttes állandó tagja, majd 1979-től napjainkig ismét. 1972 és 1974 között két Dél-Afrika-i zenész, Blondie Chaplin és Ricky Fataar is a Beach Boys teljes jogú tagjai voltak.
Noha nem voltak állandó tagok, sok kisegítő zenész kísérte a zenekart az évek során. Daryl Dragon és Toni Tennille billentyűsök, a későbbi sikeres popduó, a Captain & Tennille tagjai a hetvenes évek elején játszottak a Beach Boys-koncerteken. 1971-től Carli Muñoz helyettesítette Daryl Dragon-t, és a zenekarral maradt 1979-ig. Helyét Mike Meros vette át, aki 1979-től 2000. július 4-ig volt a turnézenekar tagja. Mike Kowalski dobos és Ed Carter basszusgitáros voltak a zenekar első kisegítő zenészei, akik 1969-ben csatlakoztak. Bobby Figueroa dobos a hetvenes évek közepétől 1984-ig zenélt a Beach Boys-ban. Adrian Baker gitáros-énekes 1981-től az együttes külső tagja. Jeff Foskett gitáros-énekes 1982 és 1989 között zenélt a Beach Boys-szal, jelenleg Brian Wilson zenekarának tagja. Rövid távollét után Adrian Baker 1989-ben újra az együttes tagja lett, majd 1993-ban ismét kivált. Billy Hinsche, Carl Wilson sógora, a hetvenes évek közepétől a kilencvenes évtized végéig maradt a zenekarral. Matt Jardine, Alan Jardine fia 1989 és 1998 között játszott ütősökön és énekelt a zenekarban. 1998-ban Adrian Baker ismét csatlakozott a Beach Boys-hoz, és 2004-ig maradt tag. Helyére Randell Kirsch érkezett.
A Beach Boys jó barátságban volt a Jan & Dean duóval. Az együttes többi tagjának megdöbbenésére Wilson 1963-ban odaajándékozta "Surf City" című dalát a Jan & Dean-nek, amely korántsem élvezett akkora népszerűséget, mint a Beach Boys. A "Surf City" a Jan & Dean első listavezető száma lett, egy évvel azelőtt, hogy a Beach Boys is felkerült volna a listák élére. 1965 őszén Dean Torrence betévedt a stúdióba, ahol a Beach Boys éppen a Party albumot rögzítette, csatlakozott az együtteshez, s a nagylemez "Barbara Ann" című slágerében ő énekelte a falzett szólóvokált Wilson helyett.
A rajongók legnagyobb meglepetésére a kilencvenes évek végétől Brian Wilson szinte folyamatosan turnézik saját neve alatt, kísérőzenekarát többek között a Wondermints zenekar tagjai, a korábbi Beach Boys-turnégitáros Jeff Foskett és egyéb kisegítő zenészek alkotják. A Pet Sounds album 2002-es élő előadásai Wilson karrierjének legjobb kritikáit kapták, egyesek életük legnagyobb élményének nevezték a fellépéseket. 2003-ban Wilson és Van Dyke Parks 37 év után befejezték SMiLE című közös művüket, amelyet Wilson és zenekara 2004-ben világszerte előadott élőben. A turné után korhű, hatvanas évekbeli technikával rögzítették a SMiLE lemezváltozatát a hollywoodi Sunset Sound stúdióban, ahol annak idején az eredeti session-ök egy része is zajlott.
Jardine egy ideig Beach Boys Family & Friends néven turnézott, ám ezt legális okok miatt Alan Jardine Family & Friends-re kényszerült változtatni. Zenekarának tagjai voltak többek között fiai, Matt és Adam, Brian Wilson lányai, Carnie és Wendy, és Carl sógora, Billy Hinsche. Jardine jelenleg az Endless Summer Band nevet használja fellépésein. 2006-ban a Pet Sounds negyvenedik évfordulóját ünneplő előadásokon Wilson és Jardine közösen léptek színpadra.
A Hawthorne-i házat, ahol a Wilson-testvérek felnőttek, és az együttes karrierje kezdődött, a nyolcvanas években, az Interstate 105 államközi autópálya építésekor lerombolták. A ház egykori helyét az 1041-es számú kaliforniai határkő jelzi a Nyugati 119. utcában.